# Patrick McEnroe
Patrick McEnroe, né le 1er juillet 1966 à Manhasset dans l'État de New York, est un joueur et entraîneur de tennis américain. Frère de John McEnroe, il est l'ancien capitaine de l'équipe américaine de Coupe Davis qu'il a quittée le 6 septembre 2010.
Son meilleur classement en simple reste une 28e place mondiale en 1995 et il a gagné un titre ATP. Il a eu une carrière plus prolifique en double en gagnant 16 titres, dont une victoire en Grand Chelem, et en atteignant la 3e place mondiale en 1993.

## Biographie
Frère cadet de John McEnroe, il n'a pas réussi la même carrière que son ainé, mais a réussi malgré tout à remporter un tournoi en simple et 16 en double.
En 1989, il remporte le tournoi de double à Roland-Garros au côté de Jim Grabb, puis la même année avec le même partenaire, les Masters de double. Au début de l'année 1991, il parvient en simple en demi-finale de l'Open d'Australie, battu par le futur vainqueur de l'épreuve Boris Becker (sa meilleure performance dans un tournoi du Grand Chelem). Au cours de cette même édition, il parvient également en finale du tournoi de double associé à son compatriote David Wheaton.
Sa première finale en tournoi, à Chicago en 1991 l'oppose à son frère John (qui remporte le match 3-6, 6-2, 6-4).
En 1995, il remporte l'unique tournoi en simple de sa carrière à Sydney et parvient jusqu'en quart de finale à l'US Open, battu une nouvelle fois par Boris Becker au terme d'un match marathon en 4 sets et plus de 4 heures de jeu.
Après avoir mis un terme à sa carrière en 1998, il succède à son frère sur la chaise de capitaine de l'équipe américaine de Coupe Davis en 2000. En décembre 2007, il mène l'équipe américaine à la victoire en Coupe Davis contre la Russie et met fin à douze ans sans victoire américaine dans cette compétition. Il a également servi comme capitaine de l'équipe masculine de tennis aux Jeux olympiques d'Athènes en 2004.
Il est marié à l'actrice américaine Melissa Errico.

## Parcours dans les tournois duGrand Chelem

### En simple
| Année | Open d'Australie | Open d'Australie | Internationaux de France | Internationaux de France | Wimbledon       | Wimbledon   | US Open         | US Open         |
| ----- | ---------------- | ---------------- | ------------------------ | ------------------------ | --------------- | ----------- | --------------- | --------------- |
| 1990  | —                | —                | —                        | —                        | —               | —           | 2e tour (1/32)  | C. van Rensburg |
| 1991  | 1/2 finale       | Bo. Becker       | 3e tour (1/16)           | A. Agassi                | 2e tour (1/32)  | J. Eltingh  | 1er tour (1/64) | J. Connors      |
| 1992  | 3e tour (1/16)   | A. Chesnokov     | 2e tour (1/32)           | C.-U. Steeb              | 2e tour (1/32)  | G. Stafford | 2e tour (1/32)  | M. Chang        |
| 1993  | 1er tour (1/64)  | A. Boetsch       | —                        | —                        | 1er tour (1/64) | C. Bailey   | 3e tour (1/16)  | T. Muster       |
| 1994  | 1er tour (1/64)  | R. Fromberg      | 1er tour (1/64)          | J. Yzaga                 | 1er tour (1/64) | M. Damm     | 1er tour (1/64) | B. Black        |
| 1995  | 1/8 de finale    | J. Eltingh       | 2e tour (1/32)           | Y. El Aynaoui            | 2e tour (1/32)  | A. Agassi   | 1/4 de finale   | Bo. Becker      |
| 1996  | 3e tour (1/16)   | M. Tillström     | —                        | —                        | —               | —           | —               | —               |
| 1997  | 2e tour (1/32)   | C. Moyà          | —                        | —                        | —               | —           | 1er tour (1/64) | R. Fromberg     |

N.B. : à droite du résultat se trouve le nom de l'ultime adversaire.

### En double
| Année | Open d'Australie         | Open d'Australie         | Internationaux de France | Internationaux de France   | Wimbledon                | Wimbledon               | US Open                   | US Open                     | Open d'Australie | Open d'Australie |
| ----- | ------------------------ | ------------------------ | ------------------------ | -------------------------- | ------------------------ | ----------------------- | ------------------------- | --------------------------- | ---------------- | ---------------- |
| 1984  | n.o.                     | n.o.                     | —                        | —                          | 1er tour (1/32) T. Cain  | S. Mayer F. Taygan      | 1er tour (1/32) L. Jensen | Ti. Gullikson To. Gullikson | —                | —                |
| 1985  | n.o.                     | n.o.                     | —                        | —                          | —                        | —                       | 2e tour (1/16) L. Jensen  | P. McNamara P. McNamee      | —                | —                |
| 1986  | n.o.                     | n.o.                     | —                        | —                          | —                        | —                       | 1/8 de finale K. Jones    | M. Robertson T. Warneke     | n.o.             | n.o.             |
| 1987  | —                        | —                        | —                        | —                          | —                        | —                       | 2e tour (1/16) D. Goldie  | M. Bahrami D. Pérez         | n.o.             | n.o.             |
| 1988  | —                        | —                        | —                        | —                          | —                        | —                       | 1/4 de finale Annacone    | S. Casal E. Sánchez         | n.o.             | n.o.             |
| 1989  | —                        | —                        | Victoire J. Grabb        | M. Bahrami Winogradsky     | 1/8 de finale J. Grabb   | J. Frana L. Lavalle     | 2e tour (1/16) J. Grabb   | L. Jensen D. Wheaton        | n.o.             | n.o.             |
| 1990  | —                        | —                        | 1/2 finale J. Grabb      | G. Ivanišević P. Korda     | 1/8 de finale J. Grabb   | K. Flach R. Seguso      | 1/8 de finale Reneberg    | B. Garrow S. Salumaa        | n.o.             | n.o.             |
| 1991  | Finale D. Wheaton        | S. Davis D. Pate         | 1er tour (1/32) J. Grabb | H. J. Davids J. Siemerink  | 1er tour (1/32) J. Grabb | B. Black T. Middleton   | 1/8 de finale J. McEnroe  | R. Båthman R. Bergh         | n.o.             | n.o.             |
| 1992  | 2e tour (1/16) J. Hlasek | M. Keil F. Montana       | 1/8 de finale Galbraith  | P. Albano C. Motta         | 1/4 de finale J. Stark   | J. Grabb Reneberg       | 1/8 de finale J. Stark    | K. Jones R. Leach           | n.o.             | n.o.             |
| 1993  | 1/8 de finale J. Stark   | D. Visser L. Warder      | 1er tour (1/32) J. Stark | M.-K. Goellner D. Prinosil | 1/4 de finale J. Stark   | G. Connell P. Galbraith | 1/8 de finale Reneberg    | D. Nargiso J. Sánchez       | n.o.             | n.o.             |
| 1994  | 1er tour (1/32) Reneberg | T. Martin B. Shelton     | 1/8 de finale Reneberg   | S. Casal E. Sánchez        | 1er tour (1/32) Reneberg | S. Lareau L. Paes       | 1/4 de finale J. Palmer   | N. Kulti M. Larsson         | n.o.             | n.o.             |
| 1995  | 1/2 finale P. Korda      | M. Knowles D. Nestor     | 1/4 de finale J. Grabb   | N. Kulti M. Larsson        | 1er tour (1/32) J. Grabb | S. Draper Tramacchi     | 1er tour (1/32) J. Grabb  | D. Johnson K. Thorne        | n.o.             | n.o.             |
| 1996  | 2e tour (1/16) S. Stolle | M. Tebbutt Tramacchi     | —                        | —                          | —                        | —                       | —                         | —                           | n.o.             | n.o.             |
| 1997  | 2e tour (1/16) S. Stolle | E. Ferreira P. Galbraith | —                        | —                          | —                        | —                       | 2e tour (1/16) B. Behrens | G. Raoux J. Tarango         | n.o.             | n.o.             |
| 1998  | —                        | —                        | —                        | —                          | —                        | —                       | 2e tour (1/16) B. MacPhie | J. Björkman P. Rafter       | n.o.             | n.o.             |

N.B. : le nom du ou de la partenaire se trouve sous le résultat ; le nom des ultimes adversaires se trouve à droite.

### En double mixte
| Année | Open d'Australie | Open d'Australie | Internationaux de France | Internationaux de France | Wimbledon | Wimbledon | US Open                 | US Open               |
| ----- | ---------------- | ---------------- | ------------------------ | ------------------------ | --------- | --------- | ----------------------- | --------------------- |
| 1988  | —                | —                | —                        | —                        | —         | —         | Finale Elizabeth Smylie | Jana Novotná Jim Pugh |

N.B. : le nom du ou de la partenaire se trouve sous le résultat ; le nom des ultimes adversaires se trouve à droite.

## Participation aux Masters

### En double
| Année | Ville   | Surface         | Partenaire | Résultats | Résultat final |
| ----- | ------- | --------------- | ---------- | --------- | -------------- |
| 1989  | Londres | Moquette indoor | Jim Grabb  | 5v, 0d    | Vainqueur      |